# Mimoclystia edelsteni
Mimoclystia edelsteni är en fjärilsart som beskrevs av Louis Beethoven Prout 1916. Mimoclystia edelsteni ingår i släktet Mimoclystia och familjen mätare. Inga underarter finns listade i Catalogue of Life.